# Kleine Messerfische
Die Kleinen Messerfische (Hypopomidae) leben in Süßgewässern der feuchten Neotropis vom Río Tuira in Panama bis zum Río de la Plata in Argentinien. Mit der Ausnahme von Chile kommen sie in allen südamerikanischen Ländern vor. Im Amazonasgebiet sind sie am artenreichsten. Die Art Steatogenys elegans macht einen bedeutenden Teil der Biomasse im Hauptstrom des Amazonas aus.

## Merkmale
Kleine Messerfische haben, wie alle Neuwelt-Messerfische, einen langgestreckten Körper und eine lange Afterflosse, die das Hauptantriebsorgan ist. Sie werden 10 bis 50 Zentimeter lang, ihr Körper ist oft auffällig gemustert. Ihre Schnauze ist kurz und im Unterschied zu der der nah verwandten Sand-Messeraale (Rhamphichthyidae) niemals röhrenförmig, die Maulöffnung ist klein. Die Region vor den Augen macht immer weniger als 38 % der Schädellänge aus. Sie sind völlig zahnlos. Die Augen sind klein. Ihr Durchmesser ist kleiner als der Abstand zwischen den relativ weit auseinander stehenden Nasenöffnungen. Kleine Messerfische haben schwache elektrische Organe.

## Gattungen und Arten
Es gibt 9 Gattungen und über 35 Arten:
- Gattung Akawaio Maldonado-Ocampo et al., 2013
  - Akawaio penak Maldonado-Ocampo et al., 2013
- Gattung Brachyhypopomus (Mago-Leccia, 1994)[1][2]
  - Brachyhypopomus alberti Crampton et al., 2017
  - Brachyhypopomus arrayae Crampton et al., 2017
  - Brachyhypopomus batesi Crampton et al., 2017
  - Brachyhypopomus beebei (Schultz, 1944)
  - Brachyhypopomus belindae Crampton et al., 2017
  - Brachyhypopomus bennetti Sullivan, Zuanon, Fernandes, 2013
  - Brachyhypopomus benjamini Crampton et al., 2017
  - Brachyhypopomus bombilla (Loureiro y Silva, 2006)
  - Brachyhypopomus brevirostris (Steindachner, 1868)
  - Brachyhypopomus cunia Crampton et al., 2017
  - Brachyhypopomus diazi (Fernández-Yépez, 1972)
  - Brachyhypopomus draco (Giora, Malabarba y Crampton, 2008)
  - Brachyhypopomus flavipomus Crampton et al., 2017
  - Brachyhypopomus gauderio (Giora y Malabarba, 2009)
  - Brachyhypopomus hamiltoni Crampton et al., 2017
  - Brachyhypopomus hendersoni Crampton et al., 2017
  - Brachyhypopomus janeiroensis (Costa y Campos-da-Paz, 1992)
  - Brachyhypopomus jureiae (Triques y Khamis, 2003)
  - Brachyhypopomus menezesi Crampton et al., 2017
  - Brachyhypopomus occidentalis (Regan, 1914)
  - Brachyhypopomus palenque Crampton et al., 2017
  - Brachyhypopomus pinnicaudatus (Hopkins, 1991)
  - Brachyhypopomus provenzanoi Crampton et al., 2017
  - Brachyhypopomus regani Crampton et al., 2017
  - Brachyhypopomus sullivani Crampton et al., 2017
  - Brachyhypopomus verdii Crampton et al., 2017
  - Brachyhypopomus walteri Sullivan, Zuanon, Fernandes, 2013
- Gattung Hypopomus (Gill, 1864)Hypopomus artedi
  - Hypopomus artedi (Kaup, 1856)

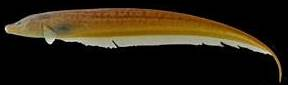
Hypopomus artedi

- Gattung Hypopygus (Hoedeman, 1962)
  - Hypopygus benoneae Peixoto, Dutra, Santana & Wosiacki, 2013
  - Hypopygus cryptogenes (Triques, 1997)
  - Hypopygus lepturus (Hoedeman, 1962)
  - Hypopygus neblinae (Mago-Leccia, 1994)
- Gattung Microsternarchus (Fernández-Yépez, 1968)
  - Microsternarchus bilineatus (Fernández-Yépez, 1968)
  - Microsternarchus brevis Cox Fernandes et al., 2015
- Gattung Procerusternarchus Fernandes, Nogueira & Alves-Gomes, 2014
  - Procerusternarchus pixuna Fernandes, Nogueira & Alves-Gomes, 2014
- Gattung Racenisia (Mago-Leccia, 1994)
  - Racenisia fimbriipinna (Mago-Leccia, 1994)
- Gattung Steatogenys (Boulenger, 1898)Steatogenys duidae

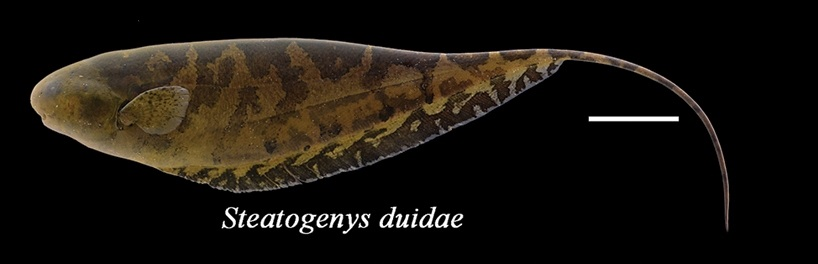
Steatogenys duidae

  - Steatogenys duidae (La Monte, 1929)
  - Steatogenys elegans (Steindachner, 1880)
  - Steatogenys ocellatus (Crampton, Thorsen y Albert, 2004)